# Средно училище „Васил Левски“ (Хасково)
Средно училище „Васил Левски“ е гимназия в град Хасково, област Хасково. Създадена е през 1846 г. Патрон на училището е Васил Левски. То е разположено на ул. „Стара планина“ № 2. През учебната 2024/2025 година в него се обучават 750 деца. Към 2024 г. директор на училището е Милена Михайлова.

## История
Училището е приемник на първото новобългарско училище в Хасково. На 1 септември 1909 г. става пълна мъжка гимназия „Петко Каравелов“. От 1922 до 1942 г. гимназията е смесена, а от 12 септември 1942 г. със Заповед на Министерството на народното просвещение отново е разделена на Мъжка гимназия „Петко Каравелов“  и Девическа гимназия „Асен Златаров“. През 1950 г. създадените търговски паралелки в мъжката гимназия се отделят в самостоятелно училище – Търговско-стопанска гимназия (днес Финансово-стопанска гимназия „Атанас Буров“), а педагогическият отдел прераства в педагогическо училище. През 1949 г. Девическата гимназия е преобразувана във Второ единно училище, а през 1950 г. във Второ смесено средно училище „Д-р Асен Златаров“ – Хасково. От 26 май 1950 г. с Постановление на Министерството на народната просвета Държавната мъжка гимназия „Петко Каравелов“ е преобразувана в Първо единно училище „Петко Каравелов“, а през 1953 г. става Първо смесено средно училище „Петко Каравелов“. През 1957 г. Второ смесено училище става Втора смесена гимназия „Асен Златаров“. С въвеждането на политехническото образование Първо смесено училище „Петко Каравелов“ става Първа политехническа гимназия „Петко Каравелов“. През 1960 г. е преименувано от „Петко Каравелов“ на „Любен Каравелов“. През 1963 г. гимназията е преобразувана в Първа политехническа гимназия с преподаване на руски език „Любен Каравелов“. През учебната 1978 г. основното училище „Васил Левски“ се слива с Втора политехническа гимназия „Д-р Асен Златаров“ и образуват Единно средно политехническо училище (ЕСПУ) „Васил Левски“. През 1991 г. то става средно общообразователно училище (СОУ).